# 维利耶勒塞克 (卡尔瓦多斯省)
维利耶勒塞克（法語：Villiers-le-Sec，法語：[vilje lə sɛk] ⓘ）是法国卡尔瓦多斯省的一个旧市镇，属于巴约区。2017年，维利耶勒塞克与临近的2个市镇合并为新市镇瑟勒河畔克勒利。

## 地理
维利耶勒塞克（49°17'28"N, 0°33'55"W）面积2.71 平方千米，位于法国诺曼底大区卡爾瓦多斯省，该省份为法国西北部沿海省份，北濒大西洋英吉利海峡，东北与滨海塞纳省以海上边界相接，东临厄尔省，南至奧恩省，西与芒什省接壤。
与维利耶勒塞克接壤的市镇（或旧市镇、城区）包括：巴藏维尔、克雷蓬、克勒利、勒马努瓦尔、圣加布里埃尔-布雷西。

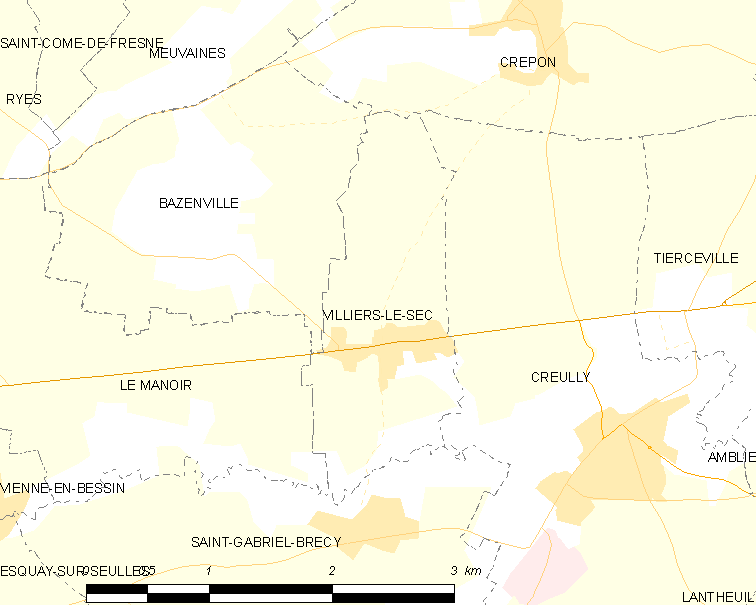
的OSM定位图

维利耶勒塞克的时区为UTC+01:00、UTC+02:00（夏令时）。

## 行政
维利耶勒塞克的邮政编码为14480，INSEE市镇编码为14757。

## 政治
维利耶勒塞克所属的省级选区为蒂和米县。

## 人口

1962-2008年间人口变化图示

维利耶勒塞克于2018年1月1日时的人口数量为303人。